# Segunda temporada de Soy Luna
La segunda temporada de la serie de televisión juvenil producida por Pol-ka Producciones 'Soy Luna se comenzó a grabar el 7 de junio de 2016 y se estrenó en Disney Channel Latinoamérica el 17 de abril de 2017 (habiendo sido programada para febrero de 2017) y concluyó el 29 de septiembre de 2017. Esta temporada, al igual que la primera, consta de 80 episodios. El programa era transmitido de lunes a viernes a las 18:00 (hora argentina). El tráiler se lanzó de manera oficial el 31 de diciembre de 2016.
Al igual que la primera temporada, está fue protagonizada por Karol Sevilla, Ruggero Pasquarelli, Valentina Zenere y Michael Ronda como personajes principales. La temporada presenta, a diferencia de la anterior, diferentes y nuevos miembros del elenco, incluidos Estela Ribeiro como Juliana y Roberto Carnaghi como Gary. Luz Cipriota, quien protagonizó la primera temporada como Tamara Ríos, fue descartada de la serie, siendo su última aparición en el capítulo 2.

## Resumen de la trama
Las vacaciones terminan y todos regresan a casa, un sueño funciona como detonador de la historia, que llevará a los protagonistas a enfrentar nuevos retos personales, pasiones, sentimientos y la búsqueda y reafirmación de la propia identidad.
Luna está a punto de revelar la verdad, mientras espera, con esperanza, reencontrarse con Matteo. Pero él regresa cambiado y reticente. Nadie conoce el secreto que esconde Matteo. Pero Luna está dispuesta a luchar contra viento y marea para descubrirlo.
En su camino, Luna ayudará a Matteo a descubrir su verdadera pasión y él deberá enfrentar la presión de su exigente padre. Mientras en la mansión reina un ambiente tenso, la llegada de Alfredo, padre de Sharon, altera la rutina y trae recuerdos del pasado. Luna siente una fuerte empatía por este hombre divertido y travieso, al que tanto se parece. La relación entre ambos, sumada a la ayuda de Nina, marcará un nuevo camino personal para Luna y la ayudará a investigar el misterio de su pasado. Los conflictos vocacionales afectan al grupo de los más grandes. Ámbar, Jazmín, Delfi, Gastón y Ramiro, quienes abandonan el Blake South College y deberán decidir qué camino tomar en su viaje hacia la adultez.
Mientras tanto, Matteo se debate entre cumplir con el mandato paterno, seguir una carrera prestigiosa en la universidad o elegir lo que realmente ama. A través de Ramiro, descubrirá a un grupo de patinadores callejeros, "Los Adrenaline", que lo guiarán en la búsqueda de su gran pasión. Más allá de la escuela, la popularidad de Jam & Roller sigue creciendo, y la pista ahora tiene cámaras que transmiten lo que sucede allí durante todo el día. Pero un imprevisto cambiará los planes y desatará una crisis que obligará a todo el equipo a trabajar unidos. Un último gran evento de la temporada, donde el mundo de la música y el patinaje se fusionan, los marcará para siempre; algunos continuarán su camino y otros se volverán a cruzar, pero todos estarán marcados por la profunda amistad que los une. Al final del camino, Luna está a punto de descubrir una verdad que cambiará radicalmente su vida para siempre.

## Elenco

### Protagonizada por:
- Karol Sevilla como Luna Valente y Sol Benson
- Ruggero Pasquarelli como Matteo Balsano
- Valentina Zenere como Ámbar Smith
- Michael Ronda como Simón Álvarez
- Malena Ratner como Delfina "Delfi" Alzamendi
- Agustín Bernasconi como Gastón Perida
- Katja Martínez como Jazmín Carbajal
- Ana Jara Martínez como Jimena "Jim" Medina
- Jorge López como Ramiro Ponce
- Chiara Parravicini como Yamila "Yam" Sánchez
- Gastón Vietto como Pedro Arias
- Lionel Ferro como Nicolás "Nico" Navarro
- Carolina Kopelioff como Nina Simonetti

### Además del reparto:
- Estela Ribeiro como Juliana
- Lucila Gandolfo como Sharon Benson
- Rodrigo Pedreira como Reinaldo "Rey" Gutiérrez
- David Muri como Miguel Valente
- Ana Carolina Valsagna como Mónica Valente
- Roberto Carnaghi como Alfredo Benson
- Diego Sassi Alcalá como Tino
- Germán Tripel como Cato
- Antonella Querzoli como Amanda
- Paula Kohan como Mora Barza
- Ezequiel Rodríguez como Ricardo Simonetti
- Carolina Ibarra como Ana Castro

### Recurrentes
- Sebastián Villalobos como él mismo
- Samuel Do Nascimento como Santi Owen
- Thelma Fardin como Flor
- Gabriel Calamari como Xabi
- Julieta Nair Calvo como Paula
- Sheila Piccolo como Fernanda
- Candelaria Molfese como Ada y Eva
- Roberto Ottini como Ángelo Balsano

### Estrellas invitadas especiales
- Sabrina Carpenter
- Martina Stoessel

## Episodios
| N.º en serie | N.º en temp. | Título                                                       | Fecha de emisión original |
| ------------ | ------------ | ------------------------------------------------------------ | ------------------------- |
| 81           | 1            | «¿Un sueño o una pesadilla?, sobre ruedas»                   | 17 de abril de 2017       |
| 82           | 2            | «Un sol y una luna, sobre ruedas»                            | 18 de abril de 2017       |
| 83           | 3            | «Una actitud sospechosa, sobre ruedas»                       | 19 de abril de 2017       |
| 84           | 4            | «Atrapada por la cámara, sobre ruedas»                       | 20 de abril de 2017       |
| 85           | 5            | «El primer Open Music del año, sobre ruedas»                 | 21 de abril de 2017       |
| 86           | 6            | «Luna es Sol Benson, sobre ruedas»                           | 24 de abril de 2017       |
| 87           | 7            | «Una nueva competición, sobre ruedas»                        | 25 de abril de 2017       |
| 88           | 8            | «Un plan contra Luna, sobre ruedas»                          | 26 de abril de 2017       |
| 89           | 9            | «Una cámara rota, sobre ruedas»                              | 27 de abril de 2017       |
| 90           | 10           | «Una fiesta de disfraces, sobre ruedas»                      | 28 de abril de 2017       |
| 91           | 11           | «Un incendio en la pista, sobre ruedas»                      | 1 de mayo de 2017         |
| 92           | 12           | «Secretos del pasado, sobre ruedas»                          | 2 de mayo de 2017         |
| 93           | 13           | «Una ilusión, sobre ruedas»                                  | 3 de mayo de 2017         |
| 94           | 14           | «Una ayuda, sobre ruedas»                                    | 4 de mayo de 2017         |
| 95           | 15           | «Un plan para el Roller, sobre ruedas»                       | 5 de mayo de 2017         |
| 96           | 16           | «¿Ámbar es Sol Benson?, sobre ruedas»                        | 8 de mayo de 2017         |
| 97           | 17           | «¿El Roller va a cerrar?, sobre ruedas»                      | 9 de mayo de 2017         |
| 98           | 18           | «Las esperanzas se rompen, sobre ruedas»                     | 10 de mayo de 2017        |
| 99           | 19           | «Una nueva esperanza, sobre ruedas»                          | 11 de mayo de 2017        |
| 100          | 20           | «Adiós Roller, sobre ruedas»                                 | 12 de mayo de 2017        |
| 101          | 21           | «Celos, sobre ruedas»                                        | 15 de mayo de 2017        |
| 102          | 22           | «Ámbar no es Sol Benson, sobre ruedas»                       | 16 de mayo de 2017        |
| 103          | 23           | «La celosa, sobre ruedas»                                    | 17 de mayo de 2017        |
| 104          | 24           | «La nueva entrenadora, sobre ruedas»                         | 18 de mayo de 2017        |
| 105          | 25           | «La grabación de la coreografía, sobre ruedas»               | 19 de mayo de 2017        |
| 106          | 26           | «Lágrimas y disculpas, sobre ruedas»                         | 22 de mayo de 2017        |
| 107          | 27           | «Una disculpa, sobre ruedas»                                 | 23 de mayo de 2017        |
| 108          | 28           | «Un nuevo amor, sobre ruedas»                                | 24 de mayo de 2017        |
| 109          | 29           | «Matteo se va de los adrenalines, sobre ruedas»              | 25 de mayo de 2017        |
| 110          | 30           | «Mentiras, sobre ruedas»                                     | 26 de mayo de 2017        |
| 111          | 31           | «Una pelea, sobre ruedas»                                    | 29 de mayo de 2017        |
| 112          | 32           | «¿Matteo quiere volver con Luna?, sobre ruedas»              | 30 de mayo de 2017        |
| 113          | 33           | «Un mensaje, sobre ruedas»                                   | 31 de mayo de 2017        |
| 114          | 34           | «Quiero volver al equipo, sobre ruedas»                      | 1 de junio de 2017        |
| 115          | 35           | «La verdad está cerca, sobre ruedas»                         | 2 de junio de 2017        |
| 116          | 36           | «El regreso del equipo, sobre ruedas»                        | 5 de junio de 2017        |
| 117          | 37           | «Una nueva pareja, sobre ruedas»                             | 6 de junio de 2017        |
| 118          | 38           | «¿Quién se va?, sobre ruedas»                                | 7 de junio de 2017        |
| 119          | 39           | «Una declaración amorosa, sobre ruedas»                      | 8 de junio de 2017        |
| 120          | 40           | «Un accidente, sobre ruedas»                                 | 9 de junio de 2017        |
| 121          | 41           | «Un accidente, sobre ruedas»                                 | 7 de agosto de 2017       |
| 122          | 42           | «Una medallita, sobre ruedas»                                | 8 de agosto de 2017       |
| 123          | 43           | «Más cerca de la verdad, sobre ruedas»                       | 9 de agosto de 2017       |
| 124          | 44           | «Una carta, sobre ruedas»                                    | 10 de agosto de 2017      |
| 125          | 45           | «Un Open Music de oportunidad, sobre ruedas (primera parte)» | 11 de agosto de 2017      |
| 126          | 46           | «Un Open Music de oportunidad, sobre ruedas (parte 2)»       | 14 de agosto de 2017      |
| 127          | 47           | «Las votaciones del concurso, sobre ruedas»                  | 15 de agosto de 2017      |
| 128          | 48           | «La lucha por Simón, sobre ruedas»                           | 16 de agosto de 2017      |
| 129          | 49           | «¿Mi novio o mi mejor amigo?, sobre ruedas»                  | 17 de agosto de 2017      |
| 130          | 50           | «La fiesta de gala, sobre ruedas»                            | 18 de agosto de 2017      |
| 131          | 51           | «La fiesta de gala, sobre ruedas»                            | 21 de agosto de 2017      |
| 132          | 52           | «¿Quién soy yo?, sobre ruedas»                               | 22 de agosto de 2017      |
| 133          | 53           | «Secretos y mentiras, sobre ruedas»                          | 23 de agosto de 2017      |
| 134          | 54           | «Llegadas y reencuentros, sobre ruedas»                      | 24 de agosto de 2017      |
| 135          | 55           | «La verdadera Juliana, sobre ruedas»                         | 25 de agosto de 2017      |
| 136          | 56           | «Algo raro, sobre ruedas»                                    | 28 de agosto de 2017      |
| 137          | 57           | «Un falso romance, sobre ruedas»                             | 29 de agosto de 2017      |
| 138          | 58           | «Una invitada especial, sobre ruedas»                        | 30 de agosto de 2017      |
| 139          | 59           | «Un vídeo, sobre ruedas»                                     | 31 de agosto de 2017      |
| 140          | 60           | «La competencia, sobre ruedas»                               | 1 de septiembre de 2017   |
| 141          | 61           | «Secretos de la familia Benson, sobre ruedas»                | 4 de septiembre de 2017   |
| 142          | 62           | «El fin de Lutteo, sobre ruedas»                             | 5 de septiembre de 2017   |
| 143          | 63           | «Un culpable, sobre ruedas»                                  | 6 de septiembre de 2017   |
| 144          | 64           | «Una investigación, sobre ruedas»                            | 7 de septiembre de 2017   |
| 145          | 65           | «Una propuesta especial, sobre ruedas»                       | 8 de septiembre de 2017   |
| 146          | 66           | «Matteo celoso, sobre ruedas»                                | 11 de septiembre de 2017  |
| 147          | 67           | «¿Algo más que amigos?, sobre ruedas»                        | 12 de septiembre de 2017  |
| 148          | 68           | «Mensaje oculto, sobre ruedas»                               | 13 de septiembre de 2017  |
| 149          | 69           | «Cerca de la verdad, sobre ruedas»                           | 14 de septiembre de 2017  |
| 150          | 70           | «¿Mi verdadera identidad?, sobre ruedas»                     | 15 de septiembre de 2017  |
| 151          | 71           | «¿Dónde está Sol Benson?, sobre ruedas»                      | 18 de septiembre de 2017  |
| 152          | 72           | «Esperando una propuesta, sobre ruedas»                      | 19 de septiembre de 2017  |
| 153          | 73           | «Ámbar es descubierta, sobre ruedas»                         | 20 de septiembre de 2017  |
| 154          | 74           | «Un momento de confesiones, sobre ruedas»                    | 21 de septiembre de 2017  |
| 155          | 75           | «Mucho más que un sueño, sobre ruedas»                       | 22 de septiembre de 2017  |
| 156          | 76           | «Espionaje, trampas y más problemas, sobre ruedas»           | 25 de septiembre de 2017  |
| 157          | 77           | «Un secreto no tan secreto, sobre ruedas»                    | 26 de septiembre de 2017  |
| 158          | 78           | «Un viaje a Cancún, sobre ruedas»                            | 27 de septiembre de 2017  |
| 159          | 79           | «El final de la Rodafest en México, sobre puedes»            | 28 de septiembre de 2017  |
| 160          | 80           | «Yo soy Sol Benson, sobre ruedas»                            | 29 de septiembre de 2017  |

## Soy Luna - Tu Historia
Soy Luna - Tu Historia fue un juego móvil desarrollado por Lincun S.A. basado en la serie. Estuvo disponible para Android y iOS desde su lanzamiento el 24 de agosto de 2017 hasta el 1 de marzo de 2019. El juego tenía la temática de rol de un nuevo estudiante en el Blake South College el cual el propio jugador elegia su género y rasgos faciales, donde se interactuaba con personajes de la serie como Luna, Nina, Simón y otros a través de mensajes.

## Discografía

### Álbumes

#### La vida es un sueño - disco 1
| N.º | Título                                                                                       | Escritor(es)                                                 | Duración |  |
| 1.  | «Siempre Juntos» (Karol Sevilla)                                                             | Eduardo Emilio Frigerio Federico San Millán Florencia Ciarlo | 4:17     |  |
| 2.  | «Alzó Mi Bandera» (Michael Ronda, Gastón Vietto & Lionel Ferro)                              | Frigerio Millán Ciarlo                                       | 2:58     |  |
| 3.  | «La Vida es un Sueño» (Karol Sevilla)                                                        | Frigerio Millán Ciarlo                                       | 3:27     |  |
| 4.  | «Fush, ¡Te vas!» (Katja Martínez)                                                            | Frigerio Millán Ciarlo                                       | 3:09     |  |
| 5.  | «¿Cómo me ves?» (Valentina Zenere, Giovanni Reynaud & Pasqualle Di Nuzzo)                    | Federico Vilas Mauro Franceschini                            | 2:02     |  |
| 6.  | «Mitad y Mitad» (Agustín Bernasconi & Carolina Kopelioff)                                    | Frigerio Millán Ciarlo                                       | 2:50     |  |
| 7.  | «Valiente» (Elenco de Soy Luna)                                                              | Vilas Franceschini                                           | 3:08     |  |
| 8.  | «Honey Funny» (Chiara Parravicini, Ana Jara & Jorge López)                                   | Vilas Franceschini                                           | 2:27     |  |
| 9.  | «Linda» (Lionel Ferro, Michael Ronda & Gastón Vietto Candelaria Molfese Ruggero SVillalobos) | Frigerio Millán Ciarlo                                       | 3:43     |  |
| 10. | «Cuenta Conmigo» (Elenco de Soy Luna)                                                        | Frigerio Millán Ciarlo                                       | 3:31     |  |
| 11. | «Vives en Mí» (Karol Sevilla & Ruggero Pasquarelli)                                          | Vilas Franceschini                                           | 2:55     |  |
| 12. | «I've Got a Feeling» (Elenco de Soy Luna)                                                    | Sebastian Mellino Pablo Correa Alejandro Vergara             | 2:40     |  |
| 13. | «Princesa» (Ruggero Pasquarelli)                                                             | Mellino Correa Vergara                                       | 3:13     |  |

#### La vida es un sueño - disco 2
| N.º | Título                                                  | Escritor(es)                                                     | Duración |  |
| 1.  | «Footloose» (Elenco de Soy Luna)                        | Dean Pitchford Kenny Logins                                      | 3:13     |  |
| 2.  | «Sólo para Ti» (Karol Sevilla)                          | Eduardo Emilio Frigerio Federico San Millán Florencia Ciarlo     | 3:37     |  |
| 3.  | «Catch Me If You Can» (Valentina Zenere)                | Stefan Skarbek Frigerio Millán Ciarlo Ariel Levitan Jon Castelli | 3:18     |  |
| 4.  | «Pienso» (Michael Ronda, Gastón Vietto & Lionel Ferro)  | Sebastian Mellino Pablo Correa Alejandro Vergara                 | 3:39     |  |
| 5.  | «Andaremos» (Karol Sevilla & Michael Ronda)             | Mellino Correa Vergara                                           | 4:20     |  |
| 6.  | «Allá Voy» (Ruggero Pasquarelli)                        | Ruggero Pasquarelli                                              | 3:07     |  |
| 7.  | «No Te Pido Mucho» (Karol Sevilla)                      | Frigerio Millán Ciarlo                                           | 3:33     |  |
| 8.  | «Stranger» (Ruggero Pasquarelli)                        | Jess Cates Jordan Mohilowski Dan Ostebo                          | 3:12     |  |
| 9.  | «Aquí Estoy» (Ruggero Pasquarelli & Agustín Bernasconi) | Federico Vilas Mauro Franceschini                                | 2:32     |  |
| 10. | «Yes, I Do» (Chiara Parravacini)                        | Bruno Martini Mayra Arduini Eduardo Camargo                      | 3:21     |  |
| 11. | «Yo Quisiera» (Michael Ronda)                           | Vilas Franceschini                                               | 3:42     |  |
| 12. | «Siempre Juntos (Versión Grupal)» (Elenco de Soy Luna)  | Frigerio Millán Ciarlo                                           | 4:18     |  |

| Disco 2/Soy Luna - La Vida es un Sueño 2 - Edición individual europea |                                                         |                                                                  |          |  |
| N.º                                                                   | Título                                                  | Escritor(es)                                                     | Duración |  |
| 1.                                                                    | «Footloose» (Elenco de Soy Luna)                        | Dean Pitchford Kenny Logins                                      | 3:13     |  |
| 2.                                                                    | «Sólo para Ti» (Karol Sevilla)                          | Eduardo Emilio Frigerio Federico San Millán Florencia Ciarlo     | 3:37     |  |
| 3.                                                                    | «Catch Me If You Can» (Valentina Zenere)                | Stefan Skarbek Frigerio Millán Ciarlo Ariel Levitan Jon Castelli | 3:18     |  |
| 4.                                                                    | «Pienso» (Michael Ronda, Gastón Vietto & Lionel Ferro)  | Sebastian Mellino Pablo Correa Alejandro Vergara                 | 3:39     |  |
| 5.                                                                    | «Andaremos» (Karol Sevilla & Michael Ronda)             | Mellino Correa Vergara                                           | 4:20     |  |
| 6.                                                                    | «Allá Voy» (Ruggero Pasquarelli)                        | Ruggero Pasquarelli                                              | 3:07     |  |
| 7.                                                                    | «No Te Pido Mucho» (Karol Sevilla)                      | Frigerio Millán Ciarlo                                           | 3:33     |  |
| 8.                                                                    | «Stranger» (Ruggero Pasquarelli)                        | Jess Cates Jordan Mohilowski Dan Ostebo                          | 3:12     |  |
| 9.                                                                    | «Aquí Estoy» (Ruggero Pasquarelli & Agustín Bernasconi) | Federico Vilas Mauro Franceschini                                | 2:32     |  |
| 10.                                                                   | «Yes, I Do» (Chiara Parravacini)                        | Bruno Martini Mayra Arduini Eduardo Camargo                      | 3:21     |  |
| 11.                                                                   | «Yo Quisiera» (Michael Ronda)                           | Vilas Franceschini                                               | 3:42     |  |
| 12.                                                                   | «Siempre Juntos (Versión Grupal)» (Elenco de Soy Luna)  | Frigerio Millán Ciarlo                                           | 4:18     |  |
| 13.                                                                   | «Alas (Instrumental)»                                   | Eduardo Frigerio, Federico San Millan & Maria Florencia Ciarlo   | 3:19     |  |
| 14.                                                                   | «Sobre Ruedas (Instrumental)»                           | Federico Vilas & Mauro Franceschini                              | 2:25     |  |
| 15.                                                                   | «La Vida es un Sueño (Instrumental)»                    | Eduardo Frigerio, Federico San Millan & Maria Florencia Ciarlo   | 3:28     |  |
| 16.                                                                   | «Valiente (Instrumental)»                               | Federico Vilas & Mauro Franceschini                              | 3:11     |  |
| 17.                                                                   | «Mírame a Mí (Instrumental)»                            | Sebastián Mellino, Pablo Correa & Alejandro Vergara              | 2:25     |  |
| 18.                                                                   | «Fush, ¡Te Vas! (Instrumental)»                         | Eduardo Frigerio, Federico San Millan & Maria Florencia Ciarlo   | 3:09     |  |

| Edición italiana Disco 2 "La Vida es u Sueño 2" |                                                                                       |          |  |
| N.º                                             | Título                                                                                | Duración |  |
| 19.                                             | «Sei Unica (Versión en italiano de "Allá Voy")» (Ruggero Pasquarelli & Karol Sevilla) | 3:07     |  |

| Edición alemana Disco 2 "La Vida es u Sueño 2" |                                                                             |          |  |
| N.º                                            | Título                                                                      | Duración |  |
| 13.                                            | «Flügel (Versión en alemán de "Alas")» (Celine, Denise, Lisa, MALISA & Pia) | 2:06     |  |
| 14.                                            | «Sei Mutig (Versión en alemán de "Alas")» (Pia)                             | 3:11     |  |
| 15.                                            | «Alas (Instrumental)»                                                       | 3:19     |  |
| 16.                                            | «Sobre Ruedas (Instrumental)»                                               | 2:25     |  |
| 17.                                            | «La Vida es un Sueño (Instrumental)»                                        | 3:28     |  |
| 18.                                            | «Valiente (Instrumental)»                                                   | 3:11     |  |
| 19.                                            | «Mírame a Mí (Instrumental)»                                                | 2:25     |  |
| 20.                                            | «Fush, ¡Te Vas! (Instrumental)»                                             | 3:09     |  |

| Edición nórdica Disco 2 "La Vida es u Sueño 2" |                                                                                  |          |  |
| N.º                                            | Título                                                                           | Duración |  |
| 13.                                            | «Vi Står Sammen! (Versión en noruego de "Siempre Juntos")» (SERVED)              | 4:18     |  |
| 14.                                            | «Alltid Tillsammans! (Versión en sueco de "Siempre Juntos")» (Anna-Sofia Monroy) | 4:18     |  |
| 15.                                            | «Altid Sammen! (Versión en danés de "Siempre Juntos")» (Emilie Esther)           | 4:18     |  |
| 16.                                            | «Alas (Instrumental)»                                                            | 3:19     |  |
| 17.                                            | «Sobre Ruedas (Instrumental)»                                                    | 2:25     |  |
| 18.                                            | «La Vida es un Sueño (Instrumental)»                                             | 3:28     |  |
| 19.                                            | «Valiente (Instrumental)»                                                        | 3:11     |  |
| 20.                                            | «Mírame a Mí (Instrumental)»                                                     | 2:25     |  |
| 21.                                            | «Fush, ¡Te Vas! (Instrumental)»                                                  | 3:09     |  |